# Osceola (Iowa)
Osceola é uma cidade localizada no estado americano de Iowa, no Condado de Clarke.

## Demografia
Segundo o censo americano de 2000, a sua população era de 4659 habitantes.
Em 2006, foi estimada uma população de 4783, um aumento de 124 (2.7%).

## Geografia
De acordo com o United States Census Bureau tem uma área de
15,6 km², dos quais 15,1 km² cobertos por terra e 0,5 km² cobertos por água. Osceola localiza-se a aproximadamente 348 m acima do nível do mar.

## Localidades na vizinhança
O diagrama seguinte representa as localidades num raio de 20 km ao redor de Osceola.